# توربواکسپرس
توربواکسپرس یا پی‌سی‌انجین جی‌تی نام نسخه قابل حمل کنسول بازی توربوگراف‌اکس-۱۶/پی‌سی انجین می‌باشد که در سال ۱۹۹۰ توسط ان‌ای‌سی با قیمت ۲۴۹/۹۹ دلار آمریکا عرضه شد. (قیمت آن به ۲۹۹/۹۹ دلار افزایش یافت و مجدداً به ۲۴۹/۹۹ دلار رسیذ و در سال ۱۹۹۲ قیمت آن به ۱۹۹/۹۹ دلار کاهش یافت)

این دستگاه پیشرفته‌ترین کنسول بازی دستی در زمان خودش بود و می‌توانست تمامی بازی‌های توربوگراف‌اکس-۱۶ را اجرا کند. (که بر روی هوکارت قرار داشت که یک رسانه کوچک مانند کارت اعتباری بود) دارای یک صفحه نمایش ۶۶ میلیمتری (۲/۶ اینچی)، مشابه اندازه گیم بوی اصلی، را داشت و توانایی نمایش هم‌زمان ۶۴ اسپریت در یک زمان، ۱۶ برای هر اسکن لاین و ۴۸۱ رنگ از یک پالت ۵۱۲ رنگی را داشت. این کنسول ۸ کیلوبایت حافظه را داشت و پردازنده اچ‌یوسی۶۲۸۰ ان می‌توانست با دو سرعت ۱/۷۹ یا ۷/۱۶ مگاهرتز کارکند.

تیونر تلویزیون اختیاری آن، نوربووبژن که دارای ورودی صدا وتصویر آرسی‌ای بود، اجازه می‌داد تا کاربر بتواند از توربواکسپرس به عنوان یک نمایشگر ویدویی استفاده کند. توربولینک اجازه بازی هم‌زمان دو کاربر را می‌داد. فالکن یک بازی سیمیلاتور پروازی، دارای یک مد «شاخ به شاخ» داگ فایت بود که فقط از طریق توربولینک قابل اجرا می‌بود. تعدادکمی بازی توربوگراف‌اکس-۱۶ قابلیت بازی هم‌زمان را ارائه می‌دادند که برای توربولینک طراحی شده بودند. تا ۳۰ ژوئیه ۲۰۰۷ تعداد ۱/۵ میلیون توربواکسپرس به فروش رفت.